# Ronde van Poitou-Charentes 2020
De 34e editie van de wielerwedstrijd Ronde van Poitou-Charentes in Nouvelle-Aquitaine vond in 2020 plaats van 27 tot en met 30 augustus. De start was in Montmoreau-Saint-Cybard en de finish in Poitiers. De ronde was onderdeel van de UCI Europe Tour 2020, in de categorie 2.1. De Fransman Arnaud Démare volgde zijn landgenoot Christophe Laporte af als eindwinnaar.

## Deelname
Er nemen acht UCI World Tour-ploegen, elf UCI ProTeams en twee continentale teams deel.
| WorldTour | ProTeam | Continentaal                                              |
| --- | --- | --------------------------------------------------------- |
| Groupama-FDJ AG2R La Mondiale Cofidis, Solutions Crédits Astana Pro Team Bahrain McLaren CCC Team Deceuninck–Quick-Step Lotto Soudal | Circus-Wanty-Gobert B&B Hotels-Vital Concept p/b KTM Arkéa-Samsic Total Direct Energie Caja Rural-Seguros RGA NIPPO DELKO One Provence Euskadi Basque Country-Murias Bardiani CSF Alpecin-Fenix Riwal Securitas Cycling Team Uno-X Norwegian Development Team | Saint Michel-Auber 93 Natura4Ever-Roubaix-Lille Métropole |

## Etappe-overzicht
| Etappe | Datum       | Start                   | Finish         | Type                | Afstand  | Winnaar       | Klassementsleider |
| ------ | ----------- | ----------------------- | -------------- | ------------------- | -------- | ------------- | ----------------- |
| 1      | 27 augustus | Montmoreau-Saint-Cybard | Royan          | Heuvelrit           | 199,9 km | Arnaud Démare | Arnaud Démare     |
| 2      | 28 augustus | Royan                   | Échiré         | Vlakke rit          | 186,3 km | Arnaud Démare | Arnaud Démare     |
| 3a     | 29 augustus | Chasseneuil-du-Poitou   | Futuroscope    | Heuvelrit           | 97,9 km  | Sander Armée  | Arnaud Démare     |
| 3b     | 29 augustus | Futuroscope             | Jaunay-Marigny | Individuele tijdrit | 22,5 km  | Josef Černý   | Josef Černý       |
| 4      | 30 augustus | Thénezay                | Poitiers       | Vlakke rit          | 164,6 km | Arnaud Démare | Arnaud Démare     |

## Klassementenverloop
| Etappe       | Winnaar       | Algemeen klassement · | Puntenklassement · | Bergklassement · | Jongerenklassement · | Ploegenklassement |
| ------------ | ------------- | --------------------- | ------------------ | ---------------- | -------------------- | ----------------- |
| 1            | Arnaud Démare | Arnaud Démare         | Arnaud Démare      | Harm Vanhoucke   | Álvaro José Hodeg    | AG2R La Mondiale  |
| 2            | Arnaud Démare | Arnaud Démare         | Arnaud Démare      | Harm Vanhoucke   | Attilio Viviani      | Alpecin-Fenix     |
| 3            | Sander Armée  | Arnaud Démare         | Arnaud Démare      | Harm Vanhoucke   | Luca Mozzato         | Lotto Soudal      |
| 4            | Josef Černý   | Josef Černý           | Arnaud Démare      | Harm Vanhoucke   | Thibault Guernalec   | CCC Team          |
| 5            | Arnaud Démare | Arnaud Démare         | Arnaud Démare      | Harm Vanhoucke   | Thibault Guernalec   | CCC Team          |
| 0Eindstanden | 0Eindstanden  | Arnaud Démare         | Arnaud Démare      | Harm Vanhoucke   | Thibault Guernalec   | CCC Team          |